# Mabra lacriphaga
Mabra lacriphaga is een vlinder van de familie van de grasmotten (Crambidae). De wetenschappelijke naam van deze soort is voor het eerst voorgesteld door Hans Bänziger in een publicatie uit 1985. De spanwijdte van het mannetje bedraagt 14,5 tot 18 millimeter.

## Verspreiding
De soort komt voor in Thailand en West-Maleisië.

## Biologie
De vlinder komt voor van zeeniveau tot een hoogte van minstens 680 meter. De vliegtijd valt grotendeels samen met het regenseizoen. Deze vlinder voedt zich met traanvocht van zoogdieren, vandaar de Latijnse naam lacriphaga.